# Capital cultural
În domeniul sociologiei, capitalul cultural cuprinde activele sociale ale unei persoane (educație, intelect, stil de vorbire, stil vestimentar etc.) care favorizează mobilitatea socială într-o societate stratificată. Capitalul cultural funcționează ca o relație socială în cadrul unei economii a practicilor (adică a unui sistem de schimb) și include cunoștințele culturale acumulate care conferă statut social și putere ; astfel, capitalul cultural cuprinde bunurile materiale și simbolice, fără distincție, pe care societatea le consideră rare și care merită căutate. Există trei tipuri de capital cultural: (i) capitalul încorporat, (ii) capitalul obiectivat și (iii) capitalul instituționalizat.
Pierre Bourdieu și Jean-Claude Passeron⁠(d) au inventat și definit termenul de capital cultural în eseul „Reproducerea culturală și reproducerea socială” (1977). Bourdieu a dezvoltat apoi conceptul în eseul "Formele capitalului" (1985) și în cartea The State Nobility: Élite Schools in the Field of Power (1996) pentru a explica faptul că educația (cunoștințele și abilitățile intelectuale) unei persoane asigură mobilitatea socială în atingerea unui statut social mai ridicat în societate.

## Origine
În „Reproducerea culturală și reproducerea socială” (1977), Pierre Bourdieu și Jean-Claude Passeron⁠(d) au prezentat capitalul cultural pentru a explica din punct de vedere conceptual diferențele dintre nivelurile de performanță și rezultatele academice ale copiilor în cadrul sistemului educațional din Franța anilor 1960.
Bourdieu a dezvoltat acest concept în eseul său „The Forms of Capital” (1985) și în cartea sa The State Nobility: Elite Schools in the Field of Power (1996). În acest eseu, Bourdieu enumeră capitalul cultural printre alte două categorii de capital: capitalul economic, care se referă la stăpânirea resurselor economice (bani, active, proprietăți), și capitalul social, care reprezintă resursele reale și potențiale legate de posesia unei rețele durabile de relații instituționalizate de cunoaștere și recunoaștere reciprocă:56.

## Tipuri
Există trei tipuri de capital cultural: capitalul încorporat, capitalul obiectivat și capitalul instituționalizat.

### Capital cultural încorporat
Capitalul cultural încorporat cuprinde cunoștințele dobândite în mod conștient și moștenite în mod pasiv, prin socializarea la cultură și tradiție. Spre deosebire de proprietate, capitalul cultural nu este transmisibil, ci se dobândește în timp, pe măsură ce se imprimă în habitus-ul persoanei (adică în caracterul și modul de gândire ale acesteia), care, la rândul său, devine mai receptivă la influențe culturale similare. Capitalul cultural lingvistic reprezintă stăpânirea limbii și a relațiilor sale. Reprezentând mijloacele de comunicare și de prezentare de sine ale unei persoane, capitalul cultural încorporat este dobândit din cultura națională.

#### Habitus și câmp
Capitalul cultural al unui individ este legat de habitus (adică de dispoziția și tendințele sale corporale) și de câmp (adică de pozițiile sociale), care sunt configurate ca o structură de relații sociale.
Habitus-ul unei persoane este compus din dispozițiile intelectuale care i-au fost inculcate de familie și de mediul familial și se manifestă în funcție de natura persoanei  . Ca atare, formarea socială a habitus-ului unei persoane este influențată de familie , de schimbări obiective în clasa socială  și de interacțiunile sociale cu alte persoane în viața de zi cu zi ; în plus, habitus-ul unei persoane se schimbă și atunci când aceasta își schimbă poziția socială în cadrul domeniului .
Câmpul este locul poziției sociale care este constituit de conflictele care apar atunci când grupurile sociale se străduiesc să stabilească și să definească ceea ce este capitalul cultural, într-un anumit spațiu social. Prin urmare, în funcție de câmpul social, un tip de capital cultural poate fi simultan legitim și ilegitim. În acest fel, legitimarea (recunoașterea socială) unui tip de capital cultural poate fi arbitrară și derivată din capitalul simbolic.

### Capital cultural obiectivat
Capitalul cultural obiectivat cuprinde proprietatea persoanei (de exemplu, o operă de artă, instrumente științifice etc.) care poate fi transmisă pentru profit economic (cumpărare-vânzare) și pentru transmiterea simbolică a deținerii capitalului cultural facilitat de deținerea unor astfel de lucruri. Totuși, deși deține o operă de artă (capital cultural obiectivat), persoana poate consuma arta (înțelege semnificația ei culturală) numai cu fundamentele conceptuale și istorice adecvate ale capitalului cultural anterior. Ca atare, capitalul cultural nu se transmite în vânzarea operei de artă, decât prin cauzalitate, coincidență și independență, atunci când vânzătorul explică cumpărătorului semnificația acesteia.

### Capital cultural instituționalizat
Capitalul cultural instituționalizat cuprinde recunoașterea formală  a capitalului cultural al unei persoane de către o instituție, de obicei acreditări academice sau calificări profesionale. Cel mai mare rol social al capitalului cultural instituționalizat este pe piața muncii (un loc de muncă), unde permite exprimarea ansamblului de capital cultural al unei persoane sub formă de măsurători calitative și cantitative (care sunt comparate cu măsurătorile de capital cultural ale altor persoane). Recunoașterea instituțională facilitează conversia capitalului cultural în capital economic, servind drept euristică (soluție practică) prin care vânzătorul își poate descrie cumpărătorului capitalul său cultural :47.

## Cercetare teoretică
Conceptul de capital cultural s-a bucurat de o atenție deosebită în întreaga lume, atât din partea teoreticienilor, cât și a cercetătorilor. Acesta este utilizat, în principal, în legătură cu sistemul educațional, dar, ocazional, a fost folosit sau dezvoltat în alte discursuri. Utilizarea capitalului cultural al lui Bourdieu poate fi împărțită într-o serie de categorii de bază. În primul rând, sunt cei care explorează teoria ca pe un posibil mijloc de explicație sau o folosesc ca și cadru pentru cercetarea lor. În al doilea rând, sunt cei care se bazează pe teoria lui Bourdieu sau o extind. În cele din urmă, sunt cei care încearcă să infirme concluziile lui Bourdieu sau să le respingă în favoarea unei teorii alternative. Majoritatea acestor lucrări tratează teoria lui Bourdieu în legătură cu educația, doar un număr mic de lucrări aplică teoria sa la alte cazuri de inegalitate în societate.

### Extrapolări
O serie de lucrări extind teoria lui Bourdieu despre capitalul cultural într-un mod benefic, fără a se abate de la structura diferitelor forme de capital ale lui Bourdieu. De fapt, se poate considera că acești autori explorează zone nedezbătute ale teoriei lui Bourdieu, spre deosebire de construirea unei noi teorii.
O modificare creativă a operei lui Bourdieu este cea propusă de Emirbayer și Williams (2005), care folosesc noțiunile de câmpuri și capital ale lui Bourdieu pentru a examina relațiile de putere din domeniul serviciilor sociale, în special din centrele pentru persoanele fără adăpost. Autorii vorbesc despre cele două domenii independente care operează în aceeași locație geografică (adăpostul) și despre tipurile de capital care sunt legitime și valorizate în fiecare dintre ele. Ei arată, mai exact, cum persoanele fără adăpost pot dispune de un „capital aprobat de personal" sau de un „capital aprobat de client" și arată cum în adăpost, acestea sunt în același timp atât dezirabile, cât și indezirabile, valorizate și denigrate, în funcție de care dintre cele două domenii în care operează:92. Deși autorii nu definesc în mod clar capitalul sancționat de personal și cel sancționat de clienți ca fiind capital cultural și afirmă că resursele care formează aceste două capitaluri sunt, de obicei, adunate din viața unei persoane, și nu din familie, se poate observa cum teoria lui Bourdieu privind capitalul cultural poate fi o teorie valoroasă în analiza inegalității în orice context social.
Pe de altă parte, unii au introdus noi variabile în conceptul de capital cultural al lui Bourdieu. Lucrarea lui Emmison & Frow (1998) se axează pe o explorare a capacității tehnologiei informației de a fi considerată o formă de capital cultural. Autorii afirmă că "o familiaritate și o dispoziție pozitivă față de utilizarea tehnologiilor burgheze ale erei informaționale pot fi văzute ca o formă suplimentară de capital cultural care conferă un avantaj acelor familii care le posedă". În mod specific, computerele sunt "mașini" care formează un tip de capital cultural obiectivat :47, iar abilitatea de a le utiliza este un tip de capital cultural întrupat. Această lucrare este utilă deoarece arată modalitățile în care conceptul de capital cultural al lui Bourdieu poate fi extins și actualizat pentru a include bunuri și practici culturale care sunt progresiv mai importante în determinarea performanțelor atât în școală, cât și în afara ei.
Dolby (2000) citează lucrarea lui Hage, care folosește teoria capitalului cultural a lui Bourdieu pentru a explora multiculturalismul și rasismul în Australia. Discuția lui Hage despre rasă este diferită de cea a lui Bourdieu cu privire la migranți și la capitalul lingvistic și habitus-ul acestora. Hage concepe, de fapt, "albeața" :49 ca fiind o formă de capital cultural. "Albul" nu este o trăsătură stabilă, determinată biologic, ci un "set schimbător de practici sociale" :49. El conceptualizează națiunea ca pe un câmp circular, cu o ierarhie care se deplasează de la centrul puternic (compus din australienii "albi") la periferia mai puțin puternică (compusă din "ceilalți"). Cu toate acestea, "ceilalți" nu sunt pur și simplu dominați, ci sunt forțați să concureze între ei pentru un loc mai aproape de centru. Această utilizare a noțiunii de capital și de domenii a lui Bourdieu este extrem de iluminatoare pentru a înțelege modul în care persoanele care nu sunt de etnie anglo-saxonă pot încerca să schimbe capitalul cultural al originii lor etnice cu cel al "albului" pentru a obține o poziție mai înaltă în ierarhie. Este deosebit de util să o privim în acești termeni, deoarece expune natura arbitrară a ceea ce este "australian" și modul în care aceasta este determinată de cei aflați în poziția dominantă (în principal australienii "albi"). Într-un studiu deschizător de drumuri, Bauder (2006) folosește noțiunile de habitus și capital cultural pentru a explica situația migranților pe piața muncii și în societate.
Teoria lui Bourdieu a fost extinsă pentru a reflecta formele moderne de capital cultural. De exemplu, studiile realizate de Asaf Nissenbaum și Limor Shifman (2017) pe tema memelor de pe internet, utilizând site-ul 4chan pentru a analiza modul în care aceste meme pot fi considerate forme de capital cultural. Discursul demonstrează diferitele forumuri și medii prin care pot fi exprimate meme-urile, cum ar fi diferitele "board-uri" de pe 4chan. În plus, cercetătorii au extins teoria lui Bourdieu la domeniul religiei, unde capitalul cultural încorporat permite claselor de mijloc să dezvolte stiluri și gusturi religioase distincte. Prin intermediul acestor stiluri și gusturi, ei trasează granițe simbolice de clasă în opoziție cu credincioșii din clasele inferioare.

#### Educație
Sociologul Paul DiMaggio⁠(d) dezvoltă viziunea lui Bourdieu asupra capitalului cultural și a influenței acestuia asupra educației: "Urmându-l pe Bourdieu, măsoară capitalul cultural al elevilor de liceu folosind declarații de implicare în artă, muzică și literatură" .
Profesorul pensionar John Taylor Gatto⁠(d), în articolul său "Împotriva școlii" (2003), abordează educația în școala modernă. Relația dintre capitalul cultural poate fi legată de lucrarea lui Alexander Inglis⁠(d) "Principles of Secondary Education" (1918), care indică modul în care școlarizarea americană este similară cu cea prusacă din anii 1820. Obiectivul era de a împărți copiii în secțiuni, distribuindu-i în funcție de materie, de vârstă și de rezultatele obținute la teste. Inglis introduce șase funcții de bază pentru școlarizarea modernă; a treia, a patra și a cincea funcție de bază enumerate de Inglis sunt legate de capitalul cultural și descriu modul în care școlarizarea consolidează capitalul cultural al fiecărui copil, încă de la o vârstă fragedă:
- Diagnoză și orientare (funcția #3):↵Școala are menirea de a determina rolul social adecvat al fiecărui elev, prin consemnarea dovezilor matematice și anecdotice în registre cumulative.

- Diferențierea (funcția #4): Odată ce rolul social al unui elev este determinat, copiii sunt sortați în funcție de rol și instruiți doar așa cum merită pentru destinația sa socială.

- Selecția (funcția #5): Aceasta se referă la teoria lui Darwin privind selecția naturală aplicată la "rasele favorizate".

Ideea este de a ajuta societatea americană prin încercarea conștientă de a îmbunătăți stocul de reproducere. Școlile sunt menite să îi eticheteze pe cei nepotriviți din punct de vedere social cu note slabe, plasarea în școli de recuperare și alte pedepse sociale notabile, astfel încât colegii lor să îi considere și să îi accepte ca fiind inferiori din punct de vedere intelectual și să îi excludă efectiv din competițiile reproductive (sexuale, economice și culturale) ale vieții. Acesta a fost scopul umilinței mărunte în școală: "Era mizeria de pe canalizare". Cele trei funcții sunt direct legate de capitalul cultural, deoarece prin școlarizare copiii sunt discriminați în funcție de clasa socială și plasați cognitiv în destinația care îi va face apți să susțină acel rol social. Aceasta este calea care duce la clasa socială pe care au determinat-o. În timpul celei de-a cincea funcții, ei vor fi indezirabili din punct de vedere social față de copiii privilegiați, fiind astfel menținuți într-un strat social inferior.
Stanton-Salazar si Dornbusch (1995) examinează modul în care oamenii cu tipurile dorite de capital cultural (și lingvistic) într-o școală transformă acest capital în "relații instrumentale" sau capital social cu agenți instituționali care pot transmite resurse valoroase persoanei, promovând succesul lor în școală :121. Aceștia afirmă că aceasta este pur și simplu o elaborare a teoriei lui Bourdieu. În mod similar, Dumais (2002) introduce variabila gen pentru a determina capacitatea capitalului cultural de a spori rezultatele educaționale . Autorul arată modul în care genul și clasa socială interacționează pentru a produce diferite beneficii din capitalul cultural.  De fapt, în Distinction⁠(d), Bourdieu afirmă că „proprietățile sexuale sunt la fel de inseparabile de proprietățile de clasă, precum galbenul lămâilor este inseparabilă de aciditatea acesteia.”. El pur și simplu nu a articulat diferențele atribuibile genului în teoria sa generală a reproducerii în sistemul de educație.  

#### Omnivore culturale
Extinzând teoria capitalului cultural, Richard A. Peterson⁠(d) și A. Simkus (1992) disting analiza (secundară) a datelor sondajului exclusiv asupra americanilor . Ei folosesc termenul de omnivore culturale ca o secțiune specială de statut superior în SUA, care are angajamente culturale mai largi și gusturi care se întind pe o gamă eclectică de la artele înalte la cultura populară.
Inițial, Peterson (1992) a fost cel care a inventat termenul pentru a aborda o anomalie observată în dovezile relevate de munca sa cu Simkus (1992), care arăta că oamenii cu statut social superior , contrar elitei .  - modelele de masă ale gustului cultural dezvoltate de savanții francezi cu date franceze, nu au fost contrarii participării la activități asociate cu cultura populară. Lucrarea a respins adaptarea universală a teoriei capitalului cultural, în special în secolul al XX - lea în societățile avansate post - industrialiste precum Statele Unite.

#### Capitalul științific
În Marea Britanie, Louise Archer și colegii (2015) au dezvoltat conceptul de capital științific. Conceptul de capital științific derivă din lucrările lui Bourdieu, în special din studiile sale care se concentrează pe reproducerea inegalităților sociale în societate.  Capitalul științific este format din capitalul cultural legat de știință și capitalul social, precum și din habitus. Acesta încapsulează diferitele influențe pe care experiențele de viață ale unui tânăr le pot avea asupra identității sale științifice și asupra participării la activități legate de știință.  Lucrările empirice privind capitalul științific se bazează dintr-un corp de date în creștere în aspirațiile și atitudinile studenților față de știință, inclusiv ASPIRES Research de la University College London și Enterprising Science de la King's College London.
Conceptul de capital științific a fost dezvoltat ca o modalitate de a înțelege de ce aceste resurse, atitudini și aspirații legate de știință i-au determinat pe unii copii să urmeze știința, în timp ce alții nu.  Conceptul oferă factorilor de decizie politică și practicienilor un cadru util pentru a ajuta la înțelegerea a ceea ce modelează angajamentul tinerilor cu (și potențiala rezistență la) știință.

## Critici
Criticile conceptului lui Bourdieu au fost făcute din mai multe motive, inclusiv din lipsa de claritate conceptuală. Poate din cauza acestei lipse de claritate, cercetătorii au operaționalizat conceptul în diverse moduri ajungand astfel la concluzii variate.  Criticile aduse cercetătorilor care folosesc măsuri de capital cultural concentrandu-se doar pe anumite aspecte ale culturii „de elită”, sunt aduse si lucrării lui Bourdieu. Mai multe studii au încercat să perfecționeze măsurarea capitalului cultural pentru a examina care aspecte ale culturii clasei de mijloc au de fapt valoare în sistemul de învățământ.
S-a susținut că teoria lui Bourdieu, și în special noțiunea lui de habitus, este în întregime deterministă, nelăsând loc agenției individuale sau chiar conștiinței individuale.
Cu toate acestea, Bourdieu nu a pretins niciodată că a făcut acest lucru în întregime, ci a definit o nouă abordare;  adică lucrarea lui Bourdieu încearcă să concilieze dihotomia paradoxală dintre structură și agenție.
Unii savanți, cum ar fi John Goldthorpe, resping abordarea lui Bourdieu:
„Bourdieu's view of the transmission of cultural capital as a key process in social reproduction is simply wrong. And the more detailed findings of the research, as noted above, could then have been taken as helping to explain just why it is wrong. That is, because differing class conditions do not give rise to such distinctive and abiding forms of habitus as Bourdieu would suppose; because even within more disadvantaged classes, with little access to high culture, values favouring education may still prevail and perhaps some relevant cultural resources exist; and because, therefore, schools and other educational institutions can function as important agencies of re-socialisation – that is, can not only underwrite but also in various respects complement, compensate for or indeed counter family influences in the creation and transmission of "cultural capital", and not just in the case of Wunderkinder but in fact on a mass scale.”
" Punctul de vedere al lui Bourdieu privind transmiterea capitalului cultural ca proces-cheie în reproducerea socială este pur și simplu greșit. Iar rezultatele mai detaliate ale cercetării, așa cum s-a menționat mai sus, ar fi putut sa contribue la explicarea acestei afirmatii. Adică, pentru că, condițiile de clasă diferite nu dau naștere unor forme de habitus atât de distincte și de durabile, așa cum ar presupune Bourdieu, deoarece chiar și în cadrul claselor mai dezavantajate, cu acces redus la cultura înaltă, valorile care favorizează educația pot prevala în continuare și poate că există unele resurse culturale relevante. Si pentru că, prin urmare, școlile și alte instituții educaționale pot funcționa ca agenții importante de resocializare : adică pot nu numai să susțină, ci și să completeze, să compenseze sau chiar să contracareze, în diferite privințe, influențele familiei în crearea și transmiterea "capitalului cultural", și nu doar în cazul Wunderkinder, ci, de fapt, la scară largă."
Bourdieu a fost, de asemenea, criticat pentru lipsa de consideratie a genului. Kanter (în Robinson & Garnier 1986) subliniază lipsa de interes în lucrarea lui Bourdieu, pentru inegalitățile de gen de pe piața muncii. Cu toate acestea, Bourdieu a abordat direct tema genului în cartea sa din 2001 Dominația masculină, în care afirmă pe prima pagină a preludiului că el consideră dominația masculină ca fiind un prim exemplu de violență simbolică.

### Citate
1. ↑  J.P.E Harper-Scott and Jim Samson (2009). An Introduction to Music studies. Cambridge: Cambridge University Press. pp. 52–55.
2. ↑  Harker, 1990:13
3. ↑  Barker, Chris. 2004. "Cultural capital." Pp. 37 in The Sage Dictionary of Cultural Studies. London: SAGE Publications.
4. ↑  The Dictionary of Human Geography (5th ed.). 2009. p. 127.
5. 1 2 3 4  Bourdieu, Pierre. [1985] 1986. "The Forms of Capital." Pp. 46–58 in Handbook of Theory of Research for the Sociology of Education.
6. ↑  Bourdieu, 1990:114.
7. ↑  King, 2005:223
8. ↑  Harker, 1990, p. 10.
9. ↑  Webb, 2002, p. 37.
10. ↑  Gorder, 1980, p. 226.
11. ↑  Harker et al., 1990, p.11
12. ↑  King, 2005, p. 222.
13. ↑  Gorder, 1980, p. 226
14. ↑  Harker, 1990, p. 11.
15. ↑  Emmison, M., and J. Frow. 1998. "Information Technology as Cultural Capital." Australian Universities Review 1(1998):41-45.
16. 1 2 3  Dolby, N. 2000. "Race, National, State: Multiculturalism in Australia." Arena Magazine⁠(d) (45):48–51.
17. ↑  Bauder, Harald. 2006. Labor Movement: How Migration Regulates Labor Markets. New York: Oxford University Press.
18. ↑  Koehrsen, Jens (2018). „Religious Tastes and Styles as Markers of Class Belonging” (PDF). Sociology. 53 (6): 1237–1253. doi:10.1177/0038038517722288.
19. ↑  Stanton-Salazar, Ricardo D., and Sanford M. Dornbusch. 1995. "Social Capital and the Reproduction of Inequality: Information Networks among Mexican-Origin High School Students." Sociology of Education 68(2):116–35. doi:10.2307/2112778. JSTOR 2112778.
20. ↑  Dumais, Susan A. 2002. "Cultural Capital, Gender, and School Success: The Role of Habitus." Sociology of Education 75(1):44–68. . doi:10.2307/3090253. JSTOR 3090253.
21. ↑  Bourdieu, Pierre. 1984. Distinction⁠(d). p. 107.
22. ↑  Peterson, Richard A.⁠(d), and A. Simkus. 1992. "How musical tastes mark occupational status groups."
23. ↑  Warde, Alan; Wright, David; Gayo-Cal, Modesto (2007). „Understanding Cultural Omnivorousness: Or, the Myth of the Cultural Omnivore” (PDF). Cultural Sociology. 1 (2): 143–164. doi:10.1177/1749975507078185. Arhivat din original (PDF) la 28 iunie 2019. Accesat în 20 decembrie 2022.
24. ↑  Christin, Angèle (2010). „Omnivores Versus Snobs? Musical Tastes in the United States and France” (PDF). Princeton University. Arhivat din original (PDF) la 5 octombrie 2017. Accesat în 29 aprilie 2015.
25. ↑  Lamont, Michèle (1992). „How Musical Tastes Mark Occupational Status Groups”.  În Michèle Lamont; Marcel Fournier. Cultivating Differences: Symbolic Boundaries and the Making of Inequality. University of Chicago Press. ISBN 9780226468143.
26. ↑  Archer, Louise; Dawson, Emily; DeWitt, Jennifer; Seakins, Amy; Wong, Billy (2015). „"Science capital": A conceptual, methodological, and empirical argument for extending bourdieusian notions of capital beyond the arts” (PDF). Journal of Research in Science Teaching. 52 (7): 922–948. Bibcode:2015JRScT..52..922A. doi:10.1002/tea.21227.
27. ↑  ASPIRES Research. University College, London. 2020.
28. ↑  „Enterprising Science”. Arhivat din original la 10 mai 2017. Accesat în 14 mai 2017.
29. ↑  House of Commons (2017). Science communication and engagement Eleventh Report of Session 2016–17 (PDF). London: House of Commons Science and Technology Committee.
30. ↑  Wellcome Trust (februarie 2016). „Wellcome Trust: SET Development 2016” (PDF). Wellcome Trust. Accesat în 2 mai 2017.
31. ↑  Sullivan, A. (2002). „Bourdieu and Education: How Useful is Bourdieu's Theory for Researchers?” (PDF). Netherlands Journal of Social Sciences. 38 (2): 144–166. Arhivat din original (PDF) la 12 iulie 2018.
32. ↑  Sullivan, A. (2001). „Cultural Capital and Educational Attainment”. Sociology. 35 (4): 893–912. CiteSeerX 10.1.1.681.7173 . doi:10.1177/0038038501035004006.
33. ↑  DiMaggio, Paul (1982). "Cultural Capital and School Success: The Impact of Status Culture Participation on the Grades of U.S. High School Students" (PDF). American Sociological Review. 47 (2): 189–201. doi:10.2307/2094962. JSTOR 2094962
34. ↑  Crook, C. J. (1997). Cultural Practices and Socioeconomic Attainment: The Australian Experience. Westport, Connecticut: Greenwood Press.
35. ↑  De Graaf, Nan Dirk; De Graaf, Paul M.; Kraaykamp, Gerbert (2000). „Parental Cultural Capital and Educational Attainment in the Netherlands: A Refinement of the Cultural Capital Perspective”. Sociology of Education. 73 (2): 92–111. doi:10.2307/2673239. JSTOR 2673239.
36. ↑  DiMaggio, P. (1979). „Review Essay: On Pierre Bourdieu”. American Journal of Sociology (Review). 84 (6): 1460–74. doi:10.1086/226948.
37. ↑  King, A. (2000). „Thinking with Bourdieu Against Bourdieu: A 'Practical' Critique of the Habitus”. Sociological Theory. 18 (3): 417–433. doi:10.1111/0735-2751.00109.
38. ↑  Goldthorpe, John H. (2007). „"Cultural Capital": Some Critical observations” (PDF). Sociologica (2). doi:10.2383/24755. Arhivat din original (PDF) la 27 februarie 2014. Accesat în 14 aprilie 2014.
39. ↑  Robinson, R., and M. Garnier. [1986] 2000. "Class Reproduction Among Men and Women in France: Reproduction Theory on its Home Ground." Pp. 144–53 in Pierre Bourdieu Volume I, edited by D. Robbins. London: Sage Publications.
40. ↑  Bourdieu, Pierre (2001). Masculine Domination. Stanford: Stanford University Press. p. 1.